# FC Heilbronn
FC Heilbronnⓘ FC Heilbronn is een Duitse voetbalclub uit Heilbronn, Baden-Württemberg.

## Geschiedenis
De club ontstond in 2003 na een fusie tussen VfR Heilbronn en Heilbronner SpVgg.